# VR-Bank in Mittelbaden
Die VR-Bank in Mittelbaden eG  ist eine deutsche Genossenschaftsbank mit Sitz in der baden-württembergischen Gemeinde Iffezheim im Landkreis Rastatt.

## Geschichte
Die heutige VR-Bank in Mittelbaden eG entstand im Jahr 2002 aus der Fusion der Raiffeisenbank eG Iffezheim mit dem Sitz in Iffezheim und der Volksbank Muggensturm eG mit dem Sitz in Muggensturm.
Die Raiffeisenbank eG Iffezheim fusionierte bereits zuvor im Jahr 1999 mit der Spar- und Kreditbank Sinzheim eG mit dem Sitz in Sinzheim und der Raiffeisenbank Haueneberstein eG mit dem Sitz in Haueneberstein. Die damalige Raiffeisenbank Iffezheim eGmbH fusionierte 1971 mit der Raiffeisenkasse eGmbH Plittersdorf mit dem Sitz in Plittersdorf und als Raiffeisenbank Iffezheim eG im Jahr 1978 mit der Raiffeisenbank Hügelsheim eG mit dem Sitz in Hügelsheim. 
Im Jahr 1988 fusionierte die Volksbank Muggensturm eG mit der Spar- und Kreditbank Ötigheim eG mit dem Sitz in Ötigheim und der Raiffeisenbank eG Steinmauern mit dem Sitz in Steinmauern.

## Rechtsverhältnisse
Die VR-Bank in Mittelbaden eG ist im Genossenschaftsregister beim Amtsgericht Mannheim unter GnR 520007 eingetragen.

## Organisationsstruktur
Rechtsgrundlagen sind das Genossenschaftsgesetz und die durch die Vertreterversammlung beschlossene Satzung. Organe der Bank sind der Vorstand, der Aufsichtsrat und die Vertreterversammlung.

## Genossenschaftliche Finanzgruppe der Volksbanken Raiffeisenbanken
Die Bank ist Teil der genossenschaftlichen Finanzgruppe Volksbanken Raiffeisenbanken und Mitglied beim Bundesverband der Deutschen Volksbanken und Raiffeisenbanken (BVR). Der gesetzliche Prüfungsverband ist der Baden-Württembergische Genossenschaftsverband e.V.

## Sicherungseinrichtung
Die VR-Bank in Mittelbaden eG ist der amtlich anerkannten Sicherungseinrichtung des Bundesverbandes der Deutschen Volksbanken und Raiffeisenbanken GmbH und der zusätzlichen freiwilligen Sicherungseinrichtung des Bundesverbandes der Deutschen Volksbanken und Raiffeisenbanken e.V. angeschlossen. 

## Geschäftsausrichtung
Die VR-Bank in Mittelbaden eG betreibt das Universalbankgeschäft. Im Verbundgeschäft arbeitet sie mit der DZ Bank, R+V Versicherung, Bausparkasse Schwäbisch Hall, Teambank, VR Smart Finanz, DZ Privatbank, easyCredit, Münchener Hypothekenbank, DZ Hyp und der Union Investment zusammen. 

## Geschäftsgebiet
Das Geschäftsgebiet liegt im Norden und Westen des Landkreises Rastatt und innerhalb der Stadt Baden-Baden in Mittelbaden. 
An diesen Orten betreibt die Bank Filialen:
- Iffezheim (Hauptstelle, jur. Sitz)
- Muggensturm (Geschäftsstelle)
- Steinmauern (Geschäftsstelle)
- Plittersdorf (Geschäftsstelle)
- Ötigheim (Geschäftsstelle)
- Niederbühl (Geschäftsstelle)
- Hügelsheim (Geschäftsstelle)
- Söllingen (Geschäftsstelle)
- Haueneberstein (Geschäftsstelle)
- Sinzheim (Geschäftsstelle)